# Iré-le-Sec
Iré-le-Sec è un comune francese di 162 abitanti situato nel dipartimento della Mosa nella regione del Grand Est.

## Società

### Evoluzione demografica
Abitanti censiti